# Săn bò rừng

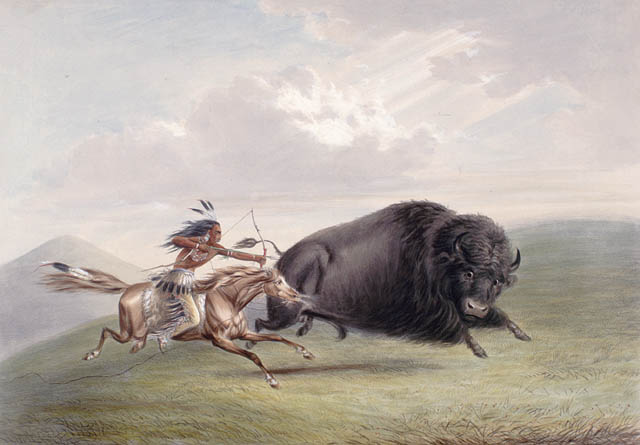
Họa phẩm cảnh săn bò rừng của người da đỏ

Săn bò rừng là việc thực hành săn bắn các loại bò rừng mà đặc biệt là việc săn bắn bò rừng bizon Bắc Mỹ. Đây là một hoạt động cơ bản của nền kinh tế và xã hội của các dân tộc da đỏ bản địa sinh sống vùng đồng cỏ rộng lớn trên vùng bình nguyên của Bắc Mỹ theo hình thức truyền thống săn bắt và hái lượm của họ, trước khi động vật gần tuyệt chủng vào cuối thế kỷ XIX do sự xuất hiện của người da trắng với việc săn bắn, tàn sát khủng khiếp đã cướp đi nguồn sống của họ.
Việc suy giảm đáng kể quần thể bò rừng Bizon là kết quả của sự mất mát môi trường sống do việc mở rộng của chăn nuôi và nuôi trồng ở miền tây Bắc Mỹ, săn bắn quy mô công nghiệp được thực hiện bởi những thợ săn chuyên nghiệp không phải là người bản địa, tăng áp lực săn bắn bản địa do nhu cầu không phải của người bản địa cho việc lấy da bò rừng bizon và thịt và thậm chí cả trường hợp trong chính sách có chủ ý của các chính quyền định cư để tiêu diệt các nguồn thức ăn của các dân tộc bản địa da đỏ ở Bắc Mỹ.
Cả hai loài thuộc Bò rừng bizon đã từng bị săn bắn đến mức cận kề với nguy cơ tuyệt chủng trong thế kỷ 19 và 20, nhưng sau này đã được hồi phục trở lại, mặc dù bò rừng bizon châu Âu vẫn được đánh giá ở tình trạng đang nguy cấp. Ngược dòng lịch sử trở lại cuối thế kỉ thứ 19 đầu thế kỉ thứ 20, hàng triệu con bò rừng Bizon Bắc Mỹ bị giết chết bởi những kẻ đi săn lành nghề với những lý do khác nhau. Xác chết của chúng chất thành một đống lớn giống một núi xương trắng khổng lồ. Chỉ trong một thời gian ngắn, số lượng của bò rừng chỉ còn lại 2.000 cá thể.

## Tổng quan
Trong lịch sử sinh thái, những con bò rừng đã thống trị cả một vùng đồng bằng rộng lớn Bắc Mỹ, từ Canada đến Mexico, cho tới tận ranh giới phía Tây của dãy núi Appalachian. Hơn 10.000 năm về trước, bò rừng Bizon Bắc Mỹ xuất hiện để thay thế cho loài anh em to lớn hơn của chúng là bò rừng Bizon thảo nguyên (bison priscus) đã tuyệt chủng vì những sự thay đổi môi trường. Tuy nhỏ hơn song bò rừng Bizon Mỹ vẫn là loài động vật có vú lớn nhất ở Bắc Mỹ. Chúng gồm hai loại là bò rừng đồng bằng và bò rừng athabascae.
Những người từng nhìn thấy chúng di cư hàng năm đã kinh hoàng kể rằng, đó giống như một biển bò màu đen kịt, di chuyển rầm rầm làm rung cả mặt đất. Thuộc họ móng guốc chúng đã từng là loài động vật có vú với số lượng cá thể lớn nhất thế giới, lên tới 50 triệu con trước khi người châu Âu di cư tới châu Mỹ. Chúng đã thống trị Bắc Mỹ trong một thời gian dài. Số lượng loài lớn tới mức năm 1842, một miêu tả cho thấy đợt di cư của chúng một cơn lốc đen sì chạy qua làm mặt đất rung lên ầm ầm.

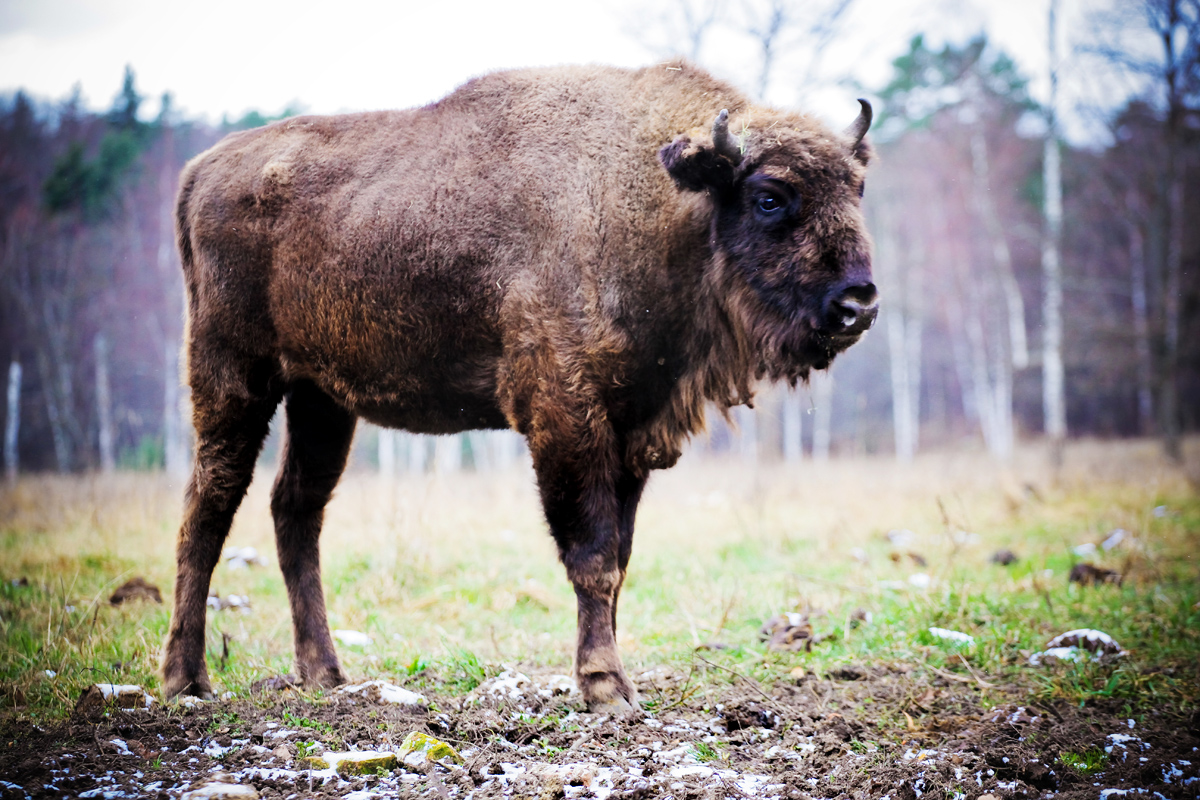
Một con bò rừng Bizon, chúng là một trong những loài ít bị kích động nên dễ dàng bị bắn hạ bằng súng

Đây là một bò rừng bizon Bắc Mỹ rằng đã từng hiện diện khắp các đồng cỏ Bắc Mỹ trong những đàn đông đảo, đã trở thành gần như tuyệt chủng bởi sự kết hợp săn bắn thương mại và giết mổ trong thế kỷ 19 và việc du nhập các bệnh bò từ gia súc nuôi, và đã thực hiện một sự hồi sinh gần đây phần lớn giới hạn trong một vài vườn quốc gia và khu bảo tồn. Giống như các họ hàng trâu bò khác, bò rừng bizon là các động vật gặm cỏ sống du cư và di chuyển theo bầy đàn, ngoại trừ một số con đực sống riêng lẻ (hay hợp thành nhóm nhỏ) trong phần lớn thời gian trong năm.
Việc săn bò rừng từng diễn ra rất lâu trong lịch sử loài người, kể từ thời kỳ người thượng cổ. Bò rừng với vóc dáng to lớn và nhiều thịt có thể là một nguồn thực phẩm quan trọng và dồi dào cho người cổ xưa. Những người tiền sử trên sinh sống trong một khu vực khá rộng và thường xuyên lui tới Tjonger để săn bò rừng. Bò rừng hẳn đã là loại thức ăn tốt nhưng không phải là phổ biến đối với những nguyên thủy ưa ăn thịt. Có thể do bò rừng là loài vật khổng lồ và thợ săn không phải lúc nào cũng giết được chúng. Khi những người nông dân đầu tiên tới châu Âu khoảng 7500 năm trước đây, họ đã sử dụng địa bàn sinh sống của bò rừng để làm nơi cư ngụ và canh tác khiến chúng dần dà mất đi môi trường sống thích hợp và dẫn đến tuyệt chủng.
Có những bằng chứng về một bữa ăn thịt bò rừng nướng ngoài trời có niên đại 7.700 năm của người tiền sử tại thung lũng Tjonger, Hà Lan. Sau khi giết được một con bò rừng Á Âu khổng lồ (aurochs), những người đi săn lang thang đã xẻ thịt bằng một lưỡi đá, rồi đem nướng. Các thành viên bữa tiệc đã hút phần tủy sống ở xương con vật trước khi họ ăn thịt sườn chín. Có khả năng con vật này đã sập vào một cái bẫy chông và rồi những người đi săn lấy đá nhọn đập vào đầu cho đến chết, hoặc là nó đã bị nhóm người bắn cung với mũi tên bằng đá cho đến chết, Sau khi giết chết con bò rừng, nhóm thợ săn đã cắt chân nó và hút tủy sống, sau đó, nhóm thợ săn lột lấy bộ da và xẻ thịt thành những tảng lớn để dành mang về nơi cư trú gần đó, thịt được xẻ, tách khỏi xương một cách rất cẩn thận, tiếp đến, nhóm người đi săn nướng phần xương sườn dính thịt còn lại và có lẽ cả những miếng thịt nhỏ trên một đống lửa ngoài trời. Rồi họ ăn chúng ngay tại chỗ đây là phần thưởng cho cuộc săn bắn thành công của họ.

## Người da đỏ
Trước khi người châu Âu khám phá ra châu Mỹ, người da đỏ nơi đây coi bò rừng Mỹ là một phần không thể thiếu trong cuộc sống, chẳng hạn như các tộc người Blackfeet, Cheyenne, Sioux, Comanche… Bò rừng Bizon là thức ăn chính của thổ dân, là nguồn cung cấp nguyên liệu và thực phẩm dường như là vô tận phục vụ cuộc sống thiết yếu như máu, sữa, thịt, xương, sừng bò được người da đỏ sử dụng làm mũi tên, nẹp, xẻng, thuốc. Xà phòng, nến cũng được nấu lên từ chất béo của bò, thịt, cơ ngoài dùng để ăn, phần còn lại để nấu keo. Đuôi bò cũng được tận dụng triệt để làm roi da trang trí hay bàn chải. Chính vì những lý do này mà bò rừng châu Mỹ bị thổ dân nơi đây săn bắt. Sinh sống ở vùng đồng bằng rộng lớn là các nhóm Blackfoot, Cree, Ojibwa, Sarcee và Assiniboine – mỗi nhóm có ngôn ngữ riêng nhưng gắn bó với nhau bởi sự phụ thuộc vào bò rừng. Họ săn bò rừng để lấy thịt, da và long. Sự phụ thuộc vào bò rừng đã làm cho những nhóm người đồng bằng này thành dân du mục sống trong những túp lều da gọi là teepee – vừa dễ tháo dựng, di chuyển mà lại ấm và đủ vững để chống lại những cơn gió mạnh.

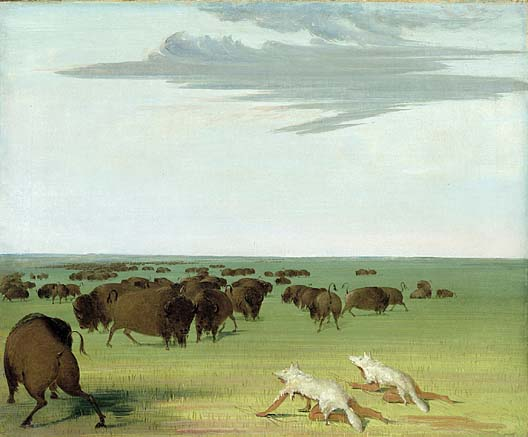
Cảnh người da đỏ đang tiếp cận bò rừng

Cách thức săn bắt của người bản địa theo kiểu truyền thống thực sự đáng khâm phục. Họ có thể tổ chức săn đơn lẻ từng con một hoặc thậm chí nhiều con một lúc. Cách đơn giản nhất để người thợ săn đánh gục một con bò mộng đó là mặc bộ quần áo giống như một con sói, giả vờ nhặt rác rồi từ từ tiến lại gần. Con bò rừng hầu như sẽ không để ý vì bị lầm tưởng và rồi, ở một khoảng cách đủ gần, không có gì khó để người thợ săn phóng tên và hạ gục con mồi. Ngoài ra, người da đỏ còn sử dụng thành thạo chiến thuật ngựa, họ cưỡi trên lưng ngựa tấn công làm rối loạn đội hình của đàn bò, sau đó tách mục tiêu và áp sát, hạ gục những con bò lạc bầy. Những cách săn này tuy hiệu quả nhưng đặt trên toàn cục thì số lượng bò rừng giai đoạn này vẫn còn ổn định và chưa có sự thay đổi nhiều.
Một phương pháp khác được họ sử dụng để bẫy con thú là một đoàn người cùng lùa con bò vào bẫy hố đã giăng sẵn hay chỗ địa hình mềm, trơn trượt. Sau đó, họ sẽ dễ dàng tóm gọn con vật hoảng loạn không còn đường thoát. Trong hàng trăm năm, những người thổ dân Mỹ và các bộ tộc đã sử dụng hình thức lùa các đàn bò rừng rơi từ các vách đá xuống đất để giết lấy thịt và da. Hầu hết các con bò rừng khổng lồ đều bị chết khi rơi từ trên cao xuống, những con còn sống sốt cũng không thoát khỏi các tay thợ săn chờ đợi sẵn bên dưới. Tại vùng đất dành riêng cho người da đỏ ở bang Montana phía Tây Bắc đã phát hiện thấy một quần thể săn bắn rộng lớn trước đây, nơi mà những đàn bò rừng Bizon bị xua rơi khỏi những vách đá cách đây ít nhất 1.000 năm. khu vực dài 9 dặm (14,5 km) này vẫn còn giữ được một hệ thống đường săn được bảo quản tốt dùng để lùa những đàn bò rừng rơi từ các vách đá xuống. Địa điểm này có thể trở thành một trong những điểm di sản lớn nhất và quan trọng nhất của người thổ dân da đỏ ở trong khu vực này.

## Người da trắng
Bước ngoặt đến sau khi người châu Âu di cư sang châu Mỹ hàng loạt. Với những tham vọng chủ nghĩa tư bản cực kì lớn trong giai đoạn này, những thợ săn châu Âu đã tìm cách săn bắt, triệt hạ tàn khốc cộng đồng bò rừng. Từ phương xa đến, điều đầu tiên người châu Âu đã mang lại cho châu Mỹ chính là dịch bệnh tổng hợp và đó là lý do đầu tiên mà lũ bò rừng bị sát hại. Lý do thứ hai có lẽ là quan trọng nhất, đó chính là tham vọng làm bá chủ một vùng đất rộng lớn màu mỡ phì nhiêu. Sự xâm chiếm này của dân da trắng đối với họ cũng đồng nghĩa là ngày tàn của loài bò rừng bison, chúng sẽ bị diệt chủng để đáp ứng các nhu cầu về thịt của các công nhân đường sắt. 

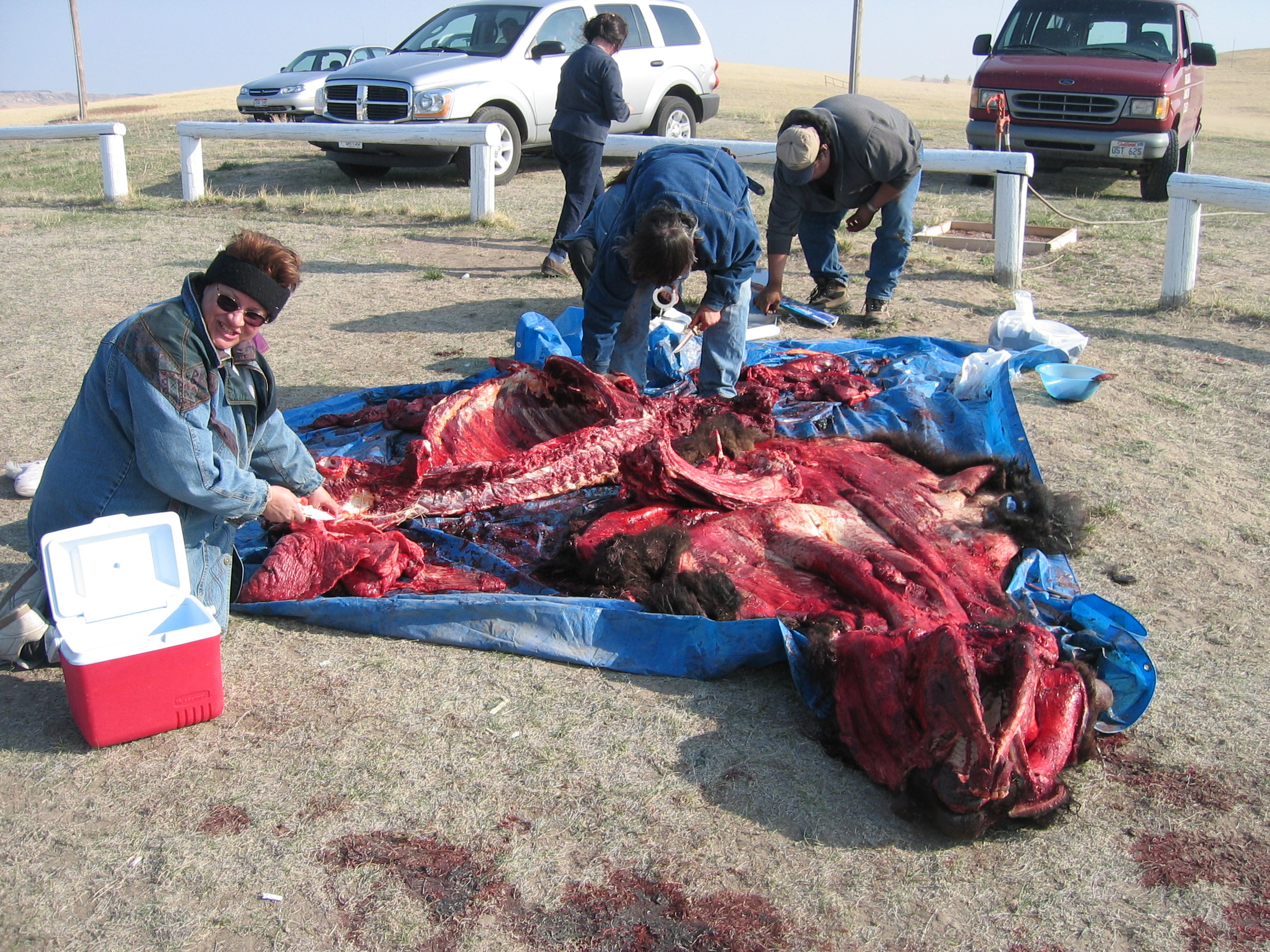
Cảnh xẻ thịt một con bò rừng

Người châu Âu có lẽ không hề muốn chia sẻ mảnh đất ấy với những thổ dân da đỏ. Biết bò rừng Bizon là nguồn sống của họ, người châu Âu đã tìm cách săn bắt tiêu diệt càng nhiều bò rừng càng tốt, làm cạn dần nguồn sống của thổ dân da đỏ, đẩy họ vào sâu trong rừng, người da đỏ càng lúc càng thấy mình bị thiếu hụt về thực phẩm, về da (được dùng để may quần áo), về sừng và về xương (mà họ dùng để chế tạo các vũ khí). Nguyên nhân trực tiếp này đã khiến số lượng bò giảm đi trông thấy. Thậm chí, nhiều nhà tư bản và những kẻ mạo hiểm còn coi săn bò rừng là một thú vui tiêu khiển, một trò giải trí thượng lưu mạo hiểm.
Sự tham lam và chạy đua theo lợi nhuận thúc đẩy những thợ săn lành nghề với vũ khí hiện đại vào cuộc. Với các loại súng, người thợ săn hạ gục con mồi một cách dễ dàng. Họ săn, bắn chết bò rừng Bizon rồi lột da và để lại xác thối giữa thảo nguyên. Người ta thường săn, bắn chết bò rừng Bizon rồi lột da và để lại xác thối giữa thảo nguyên. Kết quả là số lượng bò rừng cũng từ đây sụt giảm nghiêm trọng, đặc biệt trong giai đoạn 1867 - 1884 bởi da bò Bizon rất được ưa chuộng trong ngành công nghiệp da ở châu Âu. Trong khoảng 2 năm 1872 - 1874, đã có hơn 7,5 triệu con bò rừng Bizon bị sát hại. Trong số những người thợ săn, có Buffalo Bill một người săn bò rừng bison nổi tiếng.
Ngoài ra, một nguyên nhân nữa được cho là gây ra cho sự tiêu diệt bò rừng Bizon chính là sự phát triển hệ thống đường sắt. Sau khi chiếm châu Mỹ, người châu Âu, nhất là tầng lớp tư bản đã nhanh chóng phát triển hệ thống giao thông vận tải mà chủ yếu là đường sắt dẫn tới các mỏ, các lò mổ gia súc… Vì vậy, sự có mặt của bò rừng trên thảo nguyên rất nguy hiểm cho giao thông, thế nên chúng bị tàn sát không thương tiếc, ngoài ra, bò rừng còn dùng làm nguồn thực phẩm cung cấp cho các công nhân đường sắt đang thi công một cách tiện lợi.
Nhìn chung, quá trình mở rộng về phía tây trong suốt thế kỷ 19 gần như xóa sổ bò rừng bizon khỏi vùng đại bình nguyên Bắc Mỹ. Những người định cư sát hại 50 triệu con bò để lấy thức ăn và săn bắn giải trí. Bò rừng bizon đứng ở bờ vực biến mất hoàn toàn. Năm 1800, số bò bizon theo ước tính là 40 triệu con. Năm 1883, chỉ còn một vài con bò rừng bizon hoang dã sinh sống ở Mỹ và phần lớn tập trung ở công viên quốc gia Yellowstone. Năm 1900, toàn Bắc Mỹ có chưa đến 1.000 con bò. Cuộc thảm sát làm mất đi nguồn tài nguyên quan trọng nhất của người Mỹ bản xứ. Cuộc thảm sát của những người bản xứ và di cư từng khiến số lượng bò rừng bizon giảm từ 60 triệu xuống còn chưa đầy 1.000 con.

## Ngày nay
Những việc làm trên đã để lại hậu quả cho tới ngày nay, số lượng cá thể bò rừng quý hiếm ở Mỹ đã giảm sút đi trông thấy. Hầu hết chúng giờ không còn sống trong một môi trường tự nhiên đúng nghĩa mà bị đưa vào các vườn thú hay công viên bảo tồn trước sự đe dọa của loài người. Ngoài ra, ngay ở châu Âu, Tình trạng giảm mạnh số lượng bizon những con vật to lớn thuộc loài có vú trên mặt đất phần châu Âu - khiến các nhà môi trường học phải suy tính đến khâu chăn nuôi giúp bò rừng sinh sản.
Quần thể bò hoang dã ở châu Âu cuối cùng của loài này đã bị tiêu diệt ngay từ hồi đầu thế kỷ trước. Bizon đã có tên trong Sách Đỏ của Nga. Chỉ có thể thấy được con bò rừng này trong những khu bảo tồn. Trong những năm 90, số lượng bò hoang dã duy nhất ở toàn châu lục Âu chỉ còn chừng nghìn rưởi cá thể, 1/3 trong số đó sinh sống trên địa bàn Nga. Ngày nay, do nạn săn trộm, bò rừng cả thảy có chưa đầy 200 con. Trại nhân giống bò rừng ở Khu bảo tổn thiên nhiên Oka nằm cách thủ đô Matxcơva 200 km. Từ đó những con bò bizon được đưa đến Bắc Kavkaz.
Ở Mỹ, Nhờ nỗ lực tập thể của những người chăn nuôi, các nhà bảo tồn, nhiều bộ lạc và nhà chức trách, bò rừng bizon đã hồi sinh từ bờ vực tuyệt chủng với số lượng hiện nay vào khoảng 500.000 con. Quốc hội Mỹ thông qua đạo luật xếp hạng bò rừng bizon, loài thú lớn nhất trên đất liền của Mỹ, vào danh sách quốc vật. Đạo luật do hai đảng thống nhất soạn thảo này đang chờ quyết định phê duyệt hoặc phủ quyết của tổng thống Obama.

## Bò tót
Không riêng gì bò rừng Bizon, các quần chủng bò tót trên thế giới đang đứng trước nguy cơ báo động cao về sự tuyệt chủng bởi nạn săn bắn và thực trạng rừng đang dần biến mất trên bề mặt trái đất. Giá trị hữu hình và vô hình đã khiến bò tót bị săn đuổi đến kiệt cùng. Hạ bò tót từng được xem như một chiến tích lẫy lừng của những kẻ hiếu danh, hám lợi và thích ra oai. Thịt bò tót cung cấp nguồn protein có hàm lượng đạm cao. Y học cổ truyền cho rằng Lê ngưu giác (sừng bò tót) tinh hầu, không độc, giải nhiệt, chữa động kinh, trào huyết nóng. Lê ngưu giác mát lạnh, không độc, giải nhiệt, chữa hôn mê, hoảng hốt. Cặp sừng bò tót cũng là mặt hàng có giá trị mỹ nghệ cao cấp, hấp dẫn thú sưu tập xa xỉ..
Từ giữa năm 2009, số lần cá thể bò tót xuất hiện tại rừng Ma Nới và Vườn Quốc gia Phước Bình, ngày một nhiều hơn, kéo theo đó, hàng loạt kẻ hám lợi cũng rình rập chờ cơ hội để hạ sát loài vật của rừng. Nhiều đối tượng cầm đầu đã dùng súng AK xâm phạm rừng giáp ranh bắn hạ một con bò tót và tiến hành giết thịt trong rừng. Một con một con bò tót ước nặng hơn 500 kg ở tuổi trưởng thành đã bị bắn hạ bằng súng Carbin, sau khi bắn gục chú bò tót, tay thợ săn phải xẻ thịt và sấy cả tuần mới khô hết số thịt con vật.
Trước đây, bò tót nhiều nhưng chỉ những toán thợ săn giỏi nhất mới dám đương đầu. Lúc đó rừng còn dày. Những nhà giàu trong tổng thường khoe đầu bò tót, ngà voi, da hổ trong nhà để biểu thị sự sang trọng và dũng mãnh. Người Rắc Lây không quan niệm bò tót là con vật thiêng nhưng họ tránh chạm trán. Năm 1973, có một trường hợp bộ đội Việt Nam Dân chủ Cộng hòa làm nhiệm vụ đã gặp phải một con bò tót đực. Ở cự ly quá gần, để tự vệ đã nổ một loạt đạn AK vào nó. Trước khi gục chết, nó đã thu hết sức tàn vươn dậy và húc thẳng vào người, thân xác người du kích đã tan nát. Cả người và vật cùng gục chết.
Nay bò tót đã gần cạn kiệt, áng chừng chỉ còn vài chục cá thể lẩn quất đâu đó dưới những cánh rừng, với nguy cơ bị săn đuổi đến kiệt cùng. Cá thể bò tót sót lại ở rừng Ma Nới không nhiều nhưng không gian hoạt động và di chuyển của chúng thì lại rất rộng trong khoảng diện tích trên 10.000 ha. Bò tót là loài cực kỳ thính hơi và rất nhạy cảm với ánh lửa. Chỉ cần một tiếng động nhỏ là chúng sẵn sàng lao vào tấn công hoặc biến vào rừng sâu, loài thú này luôn phản kháng đến cùng khi cảm thấy bị đe dọa.
Với người Rắc Lây, min không phải là loài vật thiêng như voi hay cọp nhưng họ tránh săn bắn vì nó quá hung dữ và đó là loài vật luôn phản kháng mãnh liệt đến hơi thở cuối cùng khi bị tấn công bất ngờ. đã từng có người Rắc Lây phải trả giá bằng cả mạng sống của mình. Từng có một du kích có tên là Đá Mài Phân, trên đường từ chiến khu về làng đã bị min húc chết sau khi đã nổ súng bắn một con min trưởng thành. Sau khi phát hiện một con min đực lớn đi lẻ đàn, một thợ săn đã nổ súng nhưng không bắn trúng đầu con min. Sau một phút gục xuống, con mãnh thú bỗng vùng dậy và lao thẳng vào ông. Trong tích tắc, nạn nhân đã bị con vật hung hãn tột độ dùng cặp sừng hất tung lên trời rồi quần nát.

## Trâu rừng
Ở Việt Nam tại vùng Tây Nguyên, người ta có tập tục nuôi trâu thả rông và trở thành trâu rừng (trâu Langbiang), Có những đàn trâu trải hàng chục năm thả rông, chúng dường như đã thành trâu rừng, rất dữ tợn, không lùa về được nữa mà phải đặt bẫy để bắt. Khi dò được đường đi ăn của con trâu dữ, đội săn đào hầm và giăng dây thòng lọng, sau đó la hét, huýt chó, khua chiêng, gõ mõ từ ba phía để dồn đuổi cho thú sập hầm, mắc vào thòng lọng. Đợi đến lúc trâu mệt nhoài thì trói chân bắt sống. Trong trường hợp trâu quá khỏe, quá hung tợn, thợ săn đành phải bắn chết bằng cung, ná hoặc phóng lao rồi mổ thịt tại trận.
Theo kinh nghiệm của người săn tìm trâu, nếu nhìn thấy vết chân trâu là có thể đoán biết đàn trâu đang di chuyển về đâu. Không phải lúc nào cũng dễ dàng nhìn thấy chúng trong rừng, có những con trâu rất dữ dằn, chúng có thể tấn công người khi nhìn thấy những màu áo bắt màu. Nhiều đàn trâu đốn gãy nhiều thông và cà phê non gần bìa rừng, bị người dân ném đá, xua đuổi nên giờ chúng khá nhát và hay lẩn trốn. Ở những nơi cỏ tranh ngập đầu người và cây cối rậm rạp rất khó tiếp cận chúng.
Trong đàn có một con trâu cái sắp sinh nên có thể cả đàn nằm lì trong rừng chưa chịu ra. Khi tìm được trâu, cả chục thanh niên tản ra khua chiêng, gõ mõ để lùa trâu xuống nơi đặt sẵn rào dựng lên để dụ chúng. Khi trâu vào bẫy thì quăng thòng lọng, quàng cổ, trói chân bắt từng con. Nhiều trường hợp phải dùng trâu mồi kéo gỗ để dụ lũ trâu về nhà. Đôi khi lùa cả mấy ngày trâu vẫn không chịu vô rào. Cách nhẹ nhàng nhất là phải thường xuyên thăm trâu nhà để chúng biết mặt chủ và bớt tính hung hãn.